# Midland (Dakota Południowa)
Midland – miasto w Stanach Zjednoczonych, w stanie Dakota Południowa, w hrabstwie Haakon.